# A Deusa Vencida
A Deusa Vencida é uma telenovela brasileira produzida pela extinta TV Excelsior e exibida de 1 de julho a 31 de outubro de 1965 no horário das 19h30, totalizando 106 capítulos. Foi escrita por Ivani Ribeiro e dirigida por Walter Avancini.

## Enredo
São Paulo, final do século XIX. O fidalgo Lineu Maciel, de tradicional família paulista, perde toda sua fortuna no jogo. O problema poderia ser resolvido com o casamento de sua filha, a bela Cecília, com o jovem Edmundo Amarante, filho do rico comerciante Jorge Amarante. Mas o avarento pai de Edmundo odeia a família Maciel, ainda mais por estar arruinada, e promete deserdar o filho se o casamento acontecer.
Porém Cecília é cortejada pelo próspero fazendeiro Fernando Albuquerque, que promete saldar toda a dívida de Maciel se desposar sua filha. Na esperança de fugir com Edmundo após se resolver a situação do pai, Cecília consente em casar-se com Fernando e vai morar em sua fazenda, enquanto Edmundo, desiludido, vai concluir seus estudos na Europa. Na fazenda dos Albuquerque, Fernando aceita manter um casamento de aparência com Cecília pois sabe que ela não o ama.
O retorno de Edmundo da Europa traz mudanças na vida de todos. Ele agora é noivo de sua prima Malu, por compaixão, pois sabe que ela sofre de uma doença incurável e tem pouco tempo de vida. Essa união serviu para distanciar ainda mais Cecília de Edmundo, que agora já vê Fernando com outros olhos. Mas Fernando é um homem de comportamento misterioso e que mantém um segredo em sua fazenda. Não longe dali vive Hortênsia, antiga paixão de Fernando, uma mulher enlouquecida pela vida e que sofrera uma desilusão amorosa com Lineu Maciel. Na verdade o seu casamento com Cecília fazia parte de um plano de vingança de Fernando para humilhar Maciel.
Esses fatos e muitos outros vêm à tona com cartas anônimas endereçadas a membros das famílias Albuquerque, Maciel e Amarante. Para desmascarar o autor das cartas, todos se reúnem na fazenda dos Albuquerque, onde Hortênsia aproveita-se da situação para atentar contra a vida de Lineu Maciel. Mas ela acaba morta, vítima de sua própria loucura.
Sem mais vinganças e rancores, Cecília descobre-se apaixonada por Fernando e aceita os seus sentimentos. Enquanto isso, Edmundo descobre o autor das cartas anônimas que atormentavam a todos, mas nega-se a revelar. Era Malu, que confessa diante dos fatos ocorridos. Ela descobrira por acaso sua doença ao mesmo tempo em que via seu verdadeiro amor, Edmundo, envolvido com Cecília. Para desmoralizar a todos e ter Edmundo para si, Malu escrevera as cartas.

## Elenco
| Ator/Atriz            | Personagem           |
| --------------------- | -------------------- |
| Glória Menezes        | Cecília Maciel       |
| Édson França          | Fernando Albuquerque |
| Tarcísio Meira        | Edmundo Amarante     |
| Altair Lima           | Lineu Maciel         |
| Regina Duarte         | Malu (Maria Luísa)   |
| Karin Rodrigues       | Hortênsia            |
| Ivan Mesquita         | Jorge Amarante       |
| Maria Aparecida Alves | Sofia                |
| Rachel Martins        | Nhá Vina             |
| Hugo Santana          | Laércio              |
| Ruth de Souza         | Narcisa              |
| Machadinho            | Nicolas Barreto      |
| Lurdinha Félix        | Candinha             |
| Sílvio Piratininga    | Jacinto              |
| Ayres Pinto           | Tico                 |
| Airton da Silva       | Zuza                 |